# KZ-Friedhof Holzhausen
| Friedhof               | Friedhof                    |
| ---------------------- | --------------------------- |
| KZ-Friedhof Holzhausen |                             |
| Land:                  | Deutschland                 |
| Region:                | Landkreis Landsberg am Lech |
| Ort:                   | Holzhausen, Gemeinde Igling |
| Einweihung:            |                             |

Der KZ-Friedhof Holzhausen ist ein KZ-Friedhof in Holzhausen bei Buchloe, einem Ortsteil der oberbayerischen Gemeinde Igling im Landkreis Landsberg am Lech. Er liegt unweit des 1910 bis 1912 errichteten Magnusheims, das ab 1942 ein von 38 Dillinger Franziskanerinnen betreutes Reservelazarett war und in der Nachkriegszeit ein KZ-Hospital für Überlebende des KZ-Außenlagerkomplex Kaufering, bis 1947 zudem einen Kibbuz beherbergte. Der Friedhof ist ein bayerisches Baudenkmal (D-1-81-127-27).

## Lage
Der Friedhof liegt am Fuße des ehemaligen Magnusheims, betrieben von den Regens-Wagner-Werken, in der Gabel zwischen Magnusstraße, direkt östlich des Dammooswegs und südlich der Singold.

## Die Toten
Im Magnusheim wurden von 29. April bis 28. Juli 1945 insgesamt 526 ehemalige KZ-Häftlinge des KZ-Außenlagerkomplex Kaufering behandelt, sie stammten aus Frankreich, Rumänien, Litauen, Tschechien, Afrika, Holland, Österreich, Griechenland, Italien, Polen, Russland, Belgien, Jugoslawien, der Ukraine, Luxemburg, Ungarn und Deutschland. In den drei Monaten nach der Befreiung verstarben 114 von ihnen.

„Am 29. April rollten die ersten Lastautos mit KZ-Häftlingen an. Selbe waren in Stroh verpackt. Sie sahen elend, halb verhungert und verletzt aus. Sie wogen 50-60 Pfund. Es wimmelte von Läusen. Wir haben Tag und Nacht gebadet. Als alle fertig waren, ging es wieder von vorn an... Stündlich ein Löffel Haferschleim konnte helfen, langsam wieder zu Kräften zu kommen. 23 Menschen kamen schon tot an, Ihre Namen und Herkunft konnten wir nicht mehr erfahren. Die ersten Tage starben täglich bis zu 10 Menschen. Wir legten oft 3-4 in einen Sarg, weil wir gar nicht so viele Särge beibringen konnten. Im neu errichteten Friedhof an der Singold, der von der amerikanischen Militärbehörde bestimmt wurde, hat man sie begraben.“

### KZ-Friedhof Holzhausen
Insgesamt 94 dieser KZ-Opfer wurden auf dem KZ-Friedhof Holzhausen bestattet. Von ihnen sind 71 namentlich bekannt, von 23 nur, dass sie aus dem KZ-Außenlager Kaufering I – Landsberg ins Magnusheim eingeliefert wurden. Danach wurden bis 1948 vereinzelt jüdische Displaced Persons dort bestattet. Der Friedhof wurde 1947 unter Beteiligung des Jüdischen Komitees gestaltet und in vier Reihen mit je zehn sowie zwei Reihen zu je sieben Gräbern angelegt. Die Einzelgräber bestehen heute nicht mehr. 1954 wurde der Friedhof umgestaltet und 28 Grabsteine entlang der Friedhofsmauer angelegt, von denen nach Exhumierung und Überführung von zweien noch 26 bestehen. Sie verweisen überwiegend auf Displaced Persons, da diese Angehörige hatten, die diese individuellen Grabsteine aufstellen ließen.

### Weitere Friedhöfe
Von den 20 weiteren, nichtjüdischen Toten aus dem Magnusheim wurden elf auf dem Holzhausener Dorffriedhof (1960 sieben exhumiert und auf den Waldfriedhof Dachau umgebettet), sechs auf dem Flüchtlingsfriedhof (alle 1956 exhumiert und auf den Waldfriedhof Dachau umgebettet), zwei in Landsberg am Lech (1960/61 exhumiert und auf den Waldfriedhof Dachau umgebettet) und einer in Epfenhausen beerdigt.